# Mała Wyska
Mała Wyska (ukr. Мала Виска) – miasto na Ukrainie, w obwodzie kirowohradzkim, siedziba władz rejonu małowyskiwskiego.
Stacja kolejowa.

## Historia
Wieś założona w guberni noworosyjskiej, od 1802 roku - w jelizawietgradzki ujezd guberni chersońskiej.
W 1899 r. została zbudowana cukrownia, w 1908 r. została zbudowana fabryka alkoholu.
W 1935 roku zaczęto wydawać gazetę.
Podczas II wojny światowej Mała Wyska była okupowana przez wojska niemieckie od 1 sierpnia 1941 r. do 13 marca 1944 r.
Podczas okupacji hitlerowskiej, we wrześniu 1941 roku Niemcy utworzyli getto dla żydowskich mieszkańców. Przebywało w nim około 200 osób. W grudniu 1941 roku Niemcy zlikwidowali getto, a Żydów zamordowali w pobliskim lesie.
Miasto od 1957 roku.
W 1973 liczyła 13,4 tys. mieszkańców.
W 1989 liczyła 14 645 mieszkańców.
W 2013 liczyła 11 141 mieszkańców.
Ośrodek przemysłu spożywczego. Produkowane są między innymi burak cukrowy, cukier, mleko i chleb. Znajduje się również baza rolnicza, do której zwożone są różne plony. Jest tu opuszczone lotnisko wojskowe. Centrum Małej Wyski ma nazwę Mikrorajon, w którym znajduje się kilka siedmiopiętrowych bloków. W centrum jest rynek, na którym praca rozpoczyna się z rana, a kończy w południe. W niedziele jest przenoszony w inne miejsce w okolice torów. Jest tu dworzec kolejowy i internat. Miasto posiada działający stadion z boiskiem do piłki nożnej, kortem tenisowym, boisko do piłki siatkowej i bieżnię. Niekiedy odbywają się na nim mecze piłkarskie. W pobliżu znajduje się plac, na którym do 2014 roku stał pomnik Lenina. W mieście jest Dom Kultury w którym odbywają się koncerty taneczne i muzyczne pobliskich szkół. Mała Wyska ma swój szpital i laboratorium.